# Nieuwe Provinciale Groninger Courant

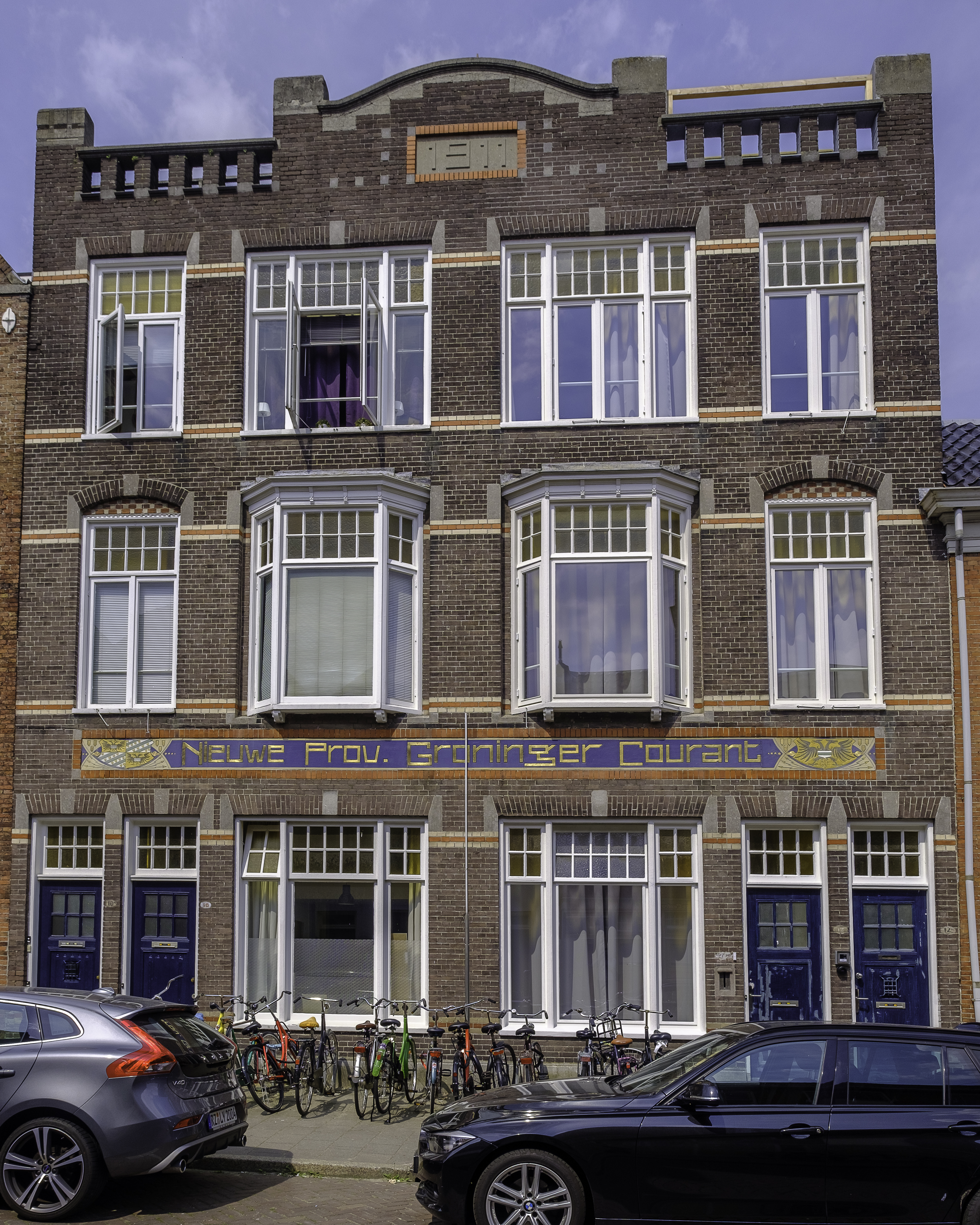
Pand van de Nieuwe Provinciale Groninger Courant aan de Wipstraat 12 in Groningen

De Nieuwe Provinciale Groninger Courant was een regionaal dagblad in de provincie Groningen. De krant verscheen voor het eerst in 1866, het laatste nummer verscheen op 31 december 1964.
De Nieuwe Provinciale Groninger Courant was bedoeld als spreekbuis voor de Anti-revolutionairen in Groningen. Aanvankelijk verscheen de krant drie keer per week, vanaf 1911 dagelijks. Voor de Tweede Wereldoorlog werd de krant jarenlang geleid door Albertus Zijlstra die ook Kamerlid was voor de ARP. 
In 1941 werd de uitgave verboden door de bezetter. Direct na de oorlog beleefde de krant zijn grootste bloei onder de nieuwe hoofdredacteur Pieter Jongeling. Jongeling zorgde echter ook voor tweespalt binnen de krant door zijn keuze voor de vrijmaking. Uiteindelijk werd hij in 1948 ontslagen en begon het Gereformeerd Gezinsblad. Met Jongeling vertrokken ook veel lezers, waarna de teloorgang begon. De krant werd in 1962 overgenomen door Trouw, die de uitgave eind 1964 beëindigde. 

## Trivia
De eerste uitgever van de krant was Jan Haan. De krant werd in Groningen daarom ook wel spottend de krant van Jan Tude (tude of tute is Gronings voor 'hen') genoemd.